# Теорема Нэша о регулярных вложениях
Теорема Нэша о регулярных вложениях, иногда называемая основная теорема римановой геометрии, — утверждение о том, что любое риманово многообразие допускает гладкое вложение в евклидово пространство достаточно высокой размерности. Формально,
всякое {\displaystyle m}-мерное риманово многообразие {\displaystyle (V^{m},\;g)} класса {\displaystyle C^{r}}, {\displaystyle 3\leqslant r\leqslant \infty },
допускает изометрическое {\displaystyle C^{r}} вложение в {\displaystyle \mathbb {R} ^{n}} для достаточно большого {\displaystyle n}.
Установлена американским математиком Джоном Нэшем, Нэш также дал явную оценку {\displaystyle n\geqslant m(m+1)(3m+11)/2}, которая позднее несколько раз улучшалась, в частности теорема справедлива для {\displaystyle n\geqslant m^{2}+10m+3}.
В доказательстве был введён новый метод решения дифференциальных уравнений, так называемая теорема Нэша — Мозера изначально доказанная Нэшем.
Существенное упрощение этой части доказательства было дано Матиасом Гюнтером.
Его метод был слегка упрощён в нескольких заметках
Дэна Янга
Теренсa Тао 
и Ральфа Хоурда.

## Вариации и обобщения
- Теорема Нэша — Кейпера — аналогичный результат для {\displaystyle C^{1}}-гладких вложений.
- Аналогичная теорема для псевдоримановых многообразий следует из теоремы Нэша, но её можно доказать без использования теоремы Нэша — Мозера. Возможно построить изометрическое вложение в псевдоевклидово пространство только с помощью скручиваний Нэша.
- Любое гладкое компактное финслерово многообразие со строго выпуклыми нормами допускает изометрическое вложение в конечномерное Банахово пространство.[6].
- Справедлив аналогичный результат для аналитических вложений, установлен также Нэшем, но существенно позднее[7].
- Теорема Позняка утверждает, что любой диск на плоскости с римановой метрикой {\displaystyle (\mathbb {R} ^{2},g)} допускает изометрическое погружение в 4-мерное евклидово пространство.[8]
  - Вопрос о существовании локального гладкого изометрического вложения в 3-мерное евклидово пространство остаётся открытым.